# Korejska vojna
Korejska vojna je bil oborožen konflikt med Severno Korejo s podporo Kitajske in Sovjetske zveze ter Južno Korejo s podporo Združenih Narodov. Vojna se je začela 25. junija 1950 z nenadnim napadom severnokorejske vojske na Južno Korejo. Južnokorejska vojska na napad ni bila pripravljena, zato se je umaknila na skrajni jug Korejskega polotoka. Tam je ostala vse dokler ji na pomoč niso priskočile ameriške enote iz bližnje Japonske in ZDA. Sledila je velika zavezniška ofenziva, v kateri so zavezniki severnokorejsko vojsko potisnili na sever proti korejsko-kitajski meji. Ker so se zavezniki, novembra 1950, že nevarno približali kitajski meji, je Kitajska nepričakovano vstopila v vojno in v boj poslala milijon vojakov, ki so dobesedno preplavili zavezniške položaje. Sledil je zavezniški umik do 38. vzporednika, kjer se je fronta nato ustalila. Boji med državama so se končali 27. julija 1953 s podpisom premirja in nastankom demilitarizirane cone (DMC).
Vojna je predstavljala enega izmed vrhuncev hladne vojne in je skoraj pripeljala do uporabe jedrskega orožja. Bila pa je tudi bojišče, kjer so svetovne velesile merile svoje vojaške moči ter se tako izogibale neposrednemu spopadu med seboj, ki bi lahko pripeljal do uporabe jedrskega orožja in tretje svetovne vojne. Vojna je bila zanimiva tudi iz taktičnega vidika, saj so bili v njej uporabljeni načini bojevanja iz prve in druge svetovne vojne.
ZDA Korejsko vojno ne šteje za pravo vojno, ampak le za policijsko akcijo, saj kongres ni nikoli razglasil vojnega stanja.

## Predhodno dogajanje
Skozi zgodovino je Koreja kot samostojna država obstajala zelo kratek čas. Na njenem ozemlju so večino časa gospodarile različne kitajske dinastije, po prvi kitajsko-japonski vojni pa so na polotok jutranje tišine prišli Japonci. Med letoma 1897 in 1910 je Koreja obstajala kot samostojna država oz. cesarstvo, ki pa je bilo pod močnim vplivom Japonske. Stvari so se začele ponovno spreminjati po rusko-japonski vojni leta 1904 in 1905, ko se je vpliv Japonske v Koreji še dodatno okrepil, Japonska pa je kmalu zatem Korejo razglasila za svoj protektorat. To je leta 1910 pripeljalo do priključitve Koreje k Japonski.
Japonci so na Korejskemu polotoku vladali s trdo roko. Korejski jezik in literatura sta bili prepovedani, prebivalstvo pa si je moralo spremeniti imena in priimke v japonske. Edini odpor okupaciji so predstavljali komunisti, ki so delovali večinoma iz sosednje Kitajske. Med drugo svetovno vojno so Japonci Korejce uporabljali kot ceneno delovno silo, njihov delež je predstavljal kar 32 % celotne delovne sile na japonskem. Prekomerno pa so izkoriščali tudi samo državo, kar je dostikrat pripeljalo do pomanjkanja in lakote. Veliko Korejcev pa je bilo proti njihovi volji vključenih tudi v japonsko cesarsko vojsko. Ko sta avgusta 1945 atomski bombi padli na Hirošimo in Nagasaki so 25 % smrtnih žrtev predstavljali samo Korejci.
V strahu pred nadaljevanjem vojne v leto 1945 in 1946 so se zahodni zavezniki Rusom, v zameno za vstop na pacifiško bojišče, ponudili severno Korejo in Kurilsko otočje. Devetega avgusta 1945 je Sovjetska zveza v Mandžuriji izvedla še zadnjo veliko ofenzivo druge svetovne vojne. Japonska vojska se ruski premoči enostavno ni morala upirati, zato je v nekaj dneh dobesedno razpadla. Dan po ofenzivi so prve enote Rdeče armade že prišle na sever korejskega polotoka, 26. avgusta pa so bile že na 38. vzporedniku, kjer so se nato ustavile in čakale ameriške čete, ki so prihajale iz juga polotoka. Japonske čete v Koreji so uradno kapitulirale 8. septembra 1945.
Po drugi svetovni vojni so zavezniki s pomočjo starega režima prevzeli oblast v državi. Koreja je bila razdeljena med Sovjetsko zvezo in ZDA. Severni del Koreje je spadal pod Rusko upravo, južni del pa pod Ameriško, razmejitvena črta pa je potekala po 38. vzporednik. Zanimivo je, da so razmejitveno črto predlagali že Američani med samo vojno (določili so jo v pičlih tridesetih minutah), Rusi pa  razdelitvi niso nasprotovali, saj so si s tem obetali boljše izhodišče pri razdelitvi povojne Evrope. Prvi resni pogovori o razdelitvi Koreje so stekli šele na Potsdamski konferenci, ki je potekala med julijem in avgustom 1945. Pogovori so se nato nadaljevali na Moskovski konferenci, Korejci so bili iz teh pogovorov izključeni in niso imeli nobene besede pri načrtovanju prihodnosti svoje države. To je privedlo do številnih nemirov, ki so se končali tudi s smrtnimi žrtvami.
10. maja 1948 so v Južni Koreji potekale prve volitve, ki so bile tarče številnih sabotaž in terorističnih dejanj. Mesec dni pozneje pa je bil izvoljen Syngman Rhee, prvi južnokorejski predsednik. 15. avgusta 1948 pa je bila ustanovljena Republika Koreja (Južna Koreja). Po nastanku nove države se je začel izgon komunistov in nasprotnikov nove vlade. Rusi so dogodkom v Južni Koreji ostro nasprotovali, zato so na severu ustanovili lastno komunistično vlado pod vodstvom Kim Il Sunga in državo, Demokratično ljudsko republiko Korejo (Severna Koreja). Kmalu zatem so se začele razmere med državama vedno bolj zaostrovati, vedno bolj pogosti pa so postajali tudi incidenti ob meji. Obe državi sta neprestano kazali težnje po nasilni združitvi, vendar je pri tem prevladala močnejša Severna Koreja. Moč te je zaradi podpore Kitajske in Sovjetske zveze nenehno rasla, Južna Koreja pa je po odhodu Američanov iz države, leta 1949, ostala praktično sama z majhno in slabo oboroženo vojsko.
Leta 1950 se je edini agent Cie na Kitajskem, Douglas Mackiernan, dokopal do tajnih kitajskih dokumentov, v katerih je bilo zapisano, da je vojna med Severno in Južno Korejo neizbežna in da je le še vprašanje časa kdaj bo do nje prišlo. Agent je bil med dostavo podatkov v Tibetu nato ubit, a so ti kljub temu prišli do ameriške obveščevalne službe. Takrat je do vojne manjkalo še 13 dni.

## Vojna

### Sever napade
25. junija 1950 je vojska Severne Koreje ob podpori močnega topniškega ognja z izgovorom, da se brani pred napadom južne korejske vojske, udarila čez 38. vzporednik in napadla Južno Korejo. Vzdolž celotne meje med državama je prišlo do več spopadov. Južnokorejska vojska se ni mogla resneje upirati dobro opremljeni in motivirani severnokorejski vojski, zato je bil 27. junija izdan ukaz za evakuacijo Seula, hkrati pa je južnokorejski predsednik Rhee v znak maščevanja ukazal eksekucijo med 100.000 in 1.000.000 komunistov in njihovih simpatizerjev.
Južnokorejske vojska, ki je na začetku spopada štela 89.000 vojakov in je bila brez tankov ter praktično brez uporabnega vojnega letalstva, je kmalu po začetku spopada dobesedno razpadla. Veliko vojakov je prebegnilo na sever, tisti, ki so ostali lojalni Rheeu, pa so se umaknili na jug polotoka in poskušali organizirati obrambo.

### Združeni Narodi posredujejo
Američani sprva v Koreji niso nameravali posredovati, saj država ni spadala v njihovo obrambno oz. interesno območje. Dosti več pozornosti so posvečali Evropi, ki je bila v tistem času središče hladne vojne. Ko pa so se začele razmere na polotoku vedno bolj zaostrovati in so prišli do sklepa, da bi zaradi tega lahko postala ogrožena tudi Japonska in da se posledično komunizem lahko razširi tudi na druge države v vzhodni Aziji, so se odločili, da bodo posredovali. Pri tem se je postavilo vprašanje - kako? S svojim posredovanjem ne bi smeli razjeziti Sovjetske zveze in Kitajske, kar bi lahko pripeljalo do tretje svetovne vojne. Vojaški analitiki so v ta namen svetovali le uporabo mornarice in letalstva, hkrati pa so se zavedali, da samo s tem ne bi bilo možno dobiti vojne. Stvari so se korenito spremenile šele, ko so Američani od Sovjetske zveze dobili tajno zagotovilo, da se ti ne bodo neposredno vmešavali v vojni. S tem so Američani dobili nekakšno dovoljenje, da lahko posredujejo v vojni.
Na dan napada je Varnostni svet Združenih narodov z resolucijo št. 82 obsodil napad Severne Koreje na svojo južno sosedo. Dva dni pozneje, 27. junija, pa je varnostni svet sprejel še resolucijo št. 83, s katero je članicam podelil dovoljenje, da vojaško podprejo Južno Korejo. Tako je še isti dan ameriški predsednik Truman v podporo južnokorejski vojski poslal ameriška bojna letala iz Japonske, ameriškim enotam na otočju pa ukazal polno bojno pripravljenost. Konec junija in v začetku julija so začele v Južno Korejo prihajati prve ameriške enote. Te so bile zaradi nepripravljenosti na vojno izredno slabo opremljene kar se je izkazalo že prvi dan bojev v bitki pri Osani. V njej se je 540 ameriških vojakov skupaj s korejskimi zaman upiralo severnokorejskim tankovskim enotam. Ameriško protioklepno orožje iz druge svetovne vojne se je na sovjetskih tankih izkazalo kot neučinkovito, zato so severnokorejski tanki dobesedno pregazili ameriško obrambno črto. Američani so se nato umaknili proti jugu v mesto Taejon, kjer je bilo pomembno prometno vozlišče. Med 14. in 21. julijem se je začela bitka za  Taejon, čeprav je bila bitka za Američane že vnaprej izgubljena, saj jim je primanjkovalo težkega orožja, so v njej dosegli pomembno strateško zmago. V sedemdnevnih bojih za mesto so upočasnili napredovanje severnokorejske vojske, v tem času pa so Američani in Korejci z okrepitvami iz Japonske že organizirali obrambno črto okoli mesta Pusan.
Ameriške in južnokorejske izgube so bile visoke, v bitki za Taejon so izgubili več kot 6.000 vojakov vključno z ameriškim generalmajorjem Williamom F. Deanom, izgubili so tudi 18 lovcev in 29 bombnikov, pri tem pa so sestrelili le pet sovražnikovih letal. Avgusta so Američani skupaj z enotami združenih narodov nadzorovali le še parameter okoli mesta Pusan, kar je bilo približno 10 % Južne Koreje. Do sredine septembra so se razmere na fronti umirile. Američanom je z neprestanim dovažanjem okrepitev uspelo odbiti vse severnokorejske napade. Njihova letala so neprestano napadale sovražnikove komunikacijske linije, kar mu je povzročalo nešteto težav pri oskrbi in premiku bojnih enot. Ko so se boji za parameter Pusan konec septembra končali, so imeli Združeni narodi (ZN) več vojakov kot Severna Koreja, v veliko pomoč pa jim je bilo tudi 500 tankov in težko topništvo, ki ga na začetku spopadov niso imeli.

### Bitka za Inchon
Da bi MacArthur razbremenil enote ZN, ujete v parametru okoli Pusana na jugu Koreje, je poveljstvu predstavil drzno operacijo. Daleč za sovražnikovo črto, točneje  v Inchonu, je nameraval izvesti pomorsko desantno operacijo, s katero bi sovražnika napadal v hrbet ga tako presenetil in vojno končal v nekaj mesecih. Poveljstvo nad njegovo operacijo sprva ni bilo zadovoljeno, vendar jo je na koncu vseeno sprejelo. Za operacijo, ki je dobila kodno ime Kromit (železov-kromov oksid), je MacArthur pripravil 75.000 vojakov in 261 ladij. Američani so pred sovražnikom imeli prednost, saj ta ni imel močnih pomorskih enot, ki bi ogrožale ameriško ladjevje, prav tako pa ni pričakoval napada tako daleč za bojno črto.
Napad se je začel 15. septembra ob 06:30. Izkrcanje enot ZN je potekalo na treh obalah; Green, Red in Blue. Zaradi slabe obrambe so bile obale hitro zavarovane, zavezniške izgube pa minimalne. Velik problem pri izkrcanju je predstavljalo plimovanje, zato je morala biti celotna operacija načrtovana do zanje minute. Ko je prvi val zasedel obalo, je moral čakati na novo plimo, s katero se je na obalo izkrcal nov val pehote, šele nato so lahko enote združenih narodov napredovale v notranjost polotoka v smeri Seula. Izkrcanje je nenehno podpiralo mornariško topništvo in letalstvo kar je imelo za posledico popolno uničenje mesta Inchon. Ker sovražnik napada ni pričakoval, je bil odpor slab in neorganiziran, zato so enote ZN hitro napredovale v notranjost polotoka.
Kmalu po izkrcanjem pri Inchonu so ZN izvedli tudi ofenzivo pri obroču okoli mesta Pusan. Ofenziva je uspela, zato so enote ZN začele severnokorejsko vojsko potiskati proti severu, da bi te preprečili umik, so jo enote ZN, ki so se izkrcale v Inchonu, napadle v bok. Umik severnokorejske vojske se je tako v kratkem spremenil v paničen beg. Do konca septembra 1950 se je čez 38. vzporednik uspelo umakniti med 25.000-30.000 severnokorejskim vojakom.

### ZN prečkajo mejno črto
Ko so konec septembra enote ZN prišle do 38. vzporednika, se je postavilo vprašanje ali ga prečkati ali ne, saj so se ZN bali posredovanja Ruske in Kitajske vojske, ki nad dogajanjem na Korejskem polotoku nista bili najbolj zadovoljni. Medtem ko so v zavezniškem poveljstvu razpravljali kako naprej je MacArthur 30. septembra bolj ali manj na lastno pest prečkal mejo in vstopil v Severno Korejo. Mejo so najprej prečkale enote južnokorejske vojske, 7. oktobra pa so se jim pridružile še enote ZN. Zaradi razsula v severnokorejski vojski je bilo njihovo napredovanje potekalo hitro, tako da je po kratkotrajnih bojih 19. oktobra padla prestolnica Severne Koreje, Pjongjang. Napredovanje je potekalo tako hitro, da je MacArthur zahteval nadaljevaje vojaških operacij na Kitajskem. Truman je temu ostro nasprotoval in ukazal zaustavitev čet na kitajsko-korejski meji.

### Kitajska ofenziva
Kitajska nad dogajanjem na Korejskem polotoku že od samega začetka spopada ni bila najbolj zadovoljna, saj so se boji dogajali dobesedno pred njenim pragom. Pri tem jo je še najbolj zmotilo posredovanje ameriške 7. flote na Tajvanu, zaradi katere so morali Kitajci prekiniti priprave na zavzetje otoka. To je Maa Cetunga tako razjezilo, da je vojsko, ki je bila namenjena za invazijo na Tajvan, reorganiziral in poslal na kitajsko-korejsko mejo. Sledile so kitajske grožnje s posredovanjem, ki pa jih Američani niso vzeli resno, saj so bili prepričani, da Kitajci željo le prestrašiti ZN. V to so jih prepričevali tudi obveščevalci, ki na kitajsko-korejski meji niso zaznali nobene povečane vojaške aktivnosti. Kasneje se je izkazalo, da so imeli Kitajci na meji v popolni bojni pripravljenosti okoli 300.000 vojakov, ki so tja prišli po dolgih nočnih pohodih, da so se tako skrili ameriškim izvidniškim letalom.
Devetnajstega oktobra je v vojni prišlo do novega preobrata. Kitajska vojska je na presenečenje ZN prečkala mejno reko Yalu in napadle enote ZN v Severni Koreji. V bitki pri Onjongu so bile južnokorejske enote, ki enostavno niso bile kos velikemu številu napadalcev, popolnoma razbite. Sledil je panični umik proti jugu. Američani so kitajsko napredovanje poizkušali ustaviti, vendar se jim to ni posrečilo, zato so se umaknili za reko Ch'ongch'on, kjer so v naslednjih dneh zaman čakali na veliki kitajski napad. Ko so Američani videli, da do kitajskega napada ne bo prišlo, so 24. oktobra sprožili ofenzivo, s katero so želeli zavzeti ozemlje, ki so ga izgubili v boju z Kitajci. Pri tem pa niso vedeli, da so jim Kitajci v t. i. drugi fazi ofenzive pripravili past. Dan po napadu ZN so kitajske enote v bitki pri reki  Ch'ongch'on dobesedno preplavile enote južnokorejske vojske, v naslednjih dneh pa so zdesetkale še enote ameriške vojske, ki so v bitki pri reki Chosin komaj ušle uničenju. Sledil je hiter umik enot ZN proti jugu, do sredine decembra so vse enote prečkale 38. vzporednik, vendar se s tem napredovanje kitajske vojske ni ustavilo. Zaradi kroničnega primanjkovanja enot so bili Američani prisiljeni evakuirati mesto Hungnam v Severni Koreji, ki je postalo obkoljeno po umiku ZN. Konec leta 1950 so razmere na bojišču postale tako kritične, da je ameriški predsednik Truman razglasil izredne razmere, ki so ostale v veljavi do leta 1978.

### Boji okoli 38. vzporednika
Kitajska vojska se z osvoboditvijo Severne Koreje ni zadovoljila, zato je imela za enote ZN pripravljeno novo presenečenje. Na novega leta dan so Kitajci sprožili t. i. tretjo fazo svoje velike ofenzive. S številni nočnimi napadi vzdolž 38. vzporednika so obkolili obrambne položaje ZN, nato pa so z lažnimi napadi, širjenjem dezinformacij in povzročanjem zvoka z bobni vnesli zmedo in paniko med enote ZN, zaradi česar so mnoge enote zapustile svoje položaje in se umaknile proti jugu. Posledica tega je bil, 4. januarja 1951, padec Seula, ki so ga Severni Korejci zavzeli že drugič v vojni.
Stvari so na strani ZN postale tako kritične, da je general MacArthur začel že resno razmišljal o uporabi jedrskega orožja. Medtem se je fronta zaradi  logističnih težav na kitajski strani ustalila na črti Suwon, Wonju in Samocheok. Da bi Kitajci fronto ponovno premaknili, so sredi februarja 1951 sprožili t. i. četrto fazo ofenzive. Ta je sprva lepo potekala, nato pa so se začele stvari vedno bolj zapletati. Kljub kitajski premoči 15:1 so enote ZN držale obrambno črto in odbile večino napadov. Konec februarja so Kitajci zgubili svoj zagon, zato so ZN sprožili operacijo Killer, katere namen je bil z uporabo topništva in letalstva uničiti čim več severnokorejskih in kitajskih čet. 7. marca je  operaciji Killer sledila še operacija Ripper, s katero so pregnali Kitajce iz Seula. V dveh letih je bilo to že četrto zavzetje mesta. V tem času je bil Seul popolnoma porušen, njegova populacija pa je iz 1,5 milijona padla na vsega 200.000.
11. aprila 1951 je ameriška vojska doživela še en udarec, ki pa je bil kadrovske narave. Ameriški predsednik Truman je zaradi nesoglasij, neposlušnosti in pretiranega zagovarjanja uporabe atomske bombe odstavil kontroverznega generala McArthurja, na njegovo mesto pa je postavil generala Ridgwaya. Ta se je takoj lotil reorganizacijo enot ZN, tako da so te v marcu že začele z bojnimi operacijami. Konec marca sta bili tako sproženi operaciji Courageous in Tomahawk, ki sta Korejce in Kitajce pregnale severno od 38. vzporednika na t. i. linijo Kansas, ki so jo Kitajci in Severni Korejci zasedli v spomladanski ofenzivi (peta faza kitajske ofenzive). Tukaj je fronta kljub neštetim krvavim spopadom obstala vse do podpisa premirja leta 1953.

### Premirje in razdelitev Koreje
Julija 1951 je fronta dokončno zastala. Bojišče okoli 38. vzporednika je iz dneva v dan postalo vedno bolj podobno bojišču iz prve svetovne vojne. Da bi enote ZN obdržale južnokorejsko ozemlje, so se vkopale, Kitajci in Severni Korejci pa so na njihove položaje izvajali nenehne množične napade pehote in topniška obstreljevanja. Med julijem 1951 in julijem 1953 je vzdolž 38. vzporednika prišlo do devetih izredno krvavih bitk, v katerih so bili v večini primerov zmagovalci ZN.
Pogajanja o prekinitvi ognja so se začela že kmalu po začetku vojne. Ta so sprva potekala v Kaesongu (Severna Koreja), nato pa so se preselila v Panmunjon (meja med obema Korejama). V večini primerov so bila pogajanja težavna in neuspešna. Kot velik problem pri sklenitvi miru so se izkazale menjave ujetnikov. ZN so nasprotovale zahtevi Severne Koreje po vrnitvi kitajskih in severnokorejskih vojakov, ki so želeli ostati v Južni Koreji. Na koncu je zadeve uredila posebna komisija.
Konec novembra 1952 je bil v ZDA izvoljen nov predsednik Dwight D. Eisenhower, ki si je zadal končati vojno, zato je v ta namen, kmalu po svoji izvolitvi tudi odpotoval v Korejo. Po težavnih pogajanjih, ki so trajala do julija 1953, so vse strani končno dosegle dogovor in tako 27. julija 1953 dokončno podpisale dokument o prekinitvi ognja in ustanovitvi demilitarizirane cone. S tem se je korejska vojna končala, čeprav ni bilo podpisanega mirovnega sporazuma. Meja med državama pa je bila določena tam, kjer je potekala frontna črta oz. vzdolž 38. vzporednika.

## Dogodki po vojni
Kmalu po podpisu premirja sta si državi v skladu z dogovorom začeli izmenjevati posmrtne ostanke svojih padlih. Med operacijo Glory, ki je potekala med julijem in novembrom 1954, so tako ZN Severni Koreji in Kitajski predali 13.528 posmrtnih ostankov njihovih vojakov, Korejci pa so ZN predali 4.167 ameriških in ostalih vojakov. Obe strani sta si izmenjali tudi vojne ujetnike.
Ker se vojna med državama nikoli ni zares končala sta obe strani ob 38. vzporedniku začeli kopičiti vojaštvo, da bi preprečili morebitni napad nasprotnika. V skladu z dogovorom o umiritvi razmer med državama je na mejni črti nastalo t. i. demilitarizirano območje (ang. demilitarized zone ali DMZ) oz. območje brez vojske dolgo 250 km in široko 4 km. Danes, skoraj sedemdeset let po koncu vojne, so razmere med državama še vedno zelo napete, o tem pričajo tudi številni incidenti na meji med državama. Zadnji se je zgodil novembra 2010 in je skoraj prerastel v novo vojno.
Korejski polotok je eno izmed zadnjih območjih, kjer se še vidi posledice hladne vojne in delitev sveta na dva pola. To je moč videti tudi po gospodarski razvitosti. Od leta 1954 je Južna Koreja izredno gospodarsko napredovala in je danes spada med najbolj razvite države sveta. Na drugi strani pa je Severna Koreje, ki je pravo nasprotje svoje južne sosede.

## Žrtve in škoda
Vojna je močno prizadela obe strani. Po podatkih ameriške vojske so ZDA izgubile 36.516 vojakov, 2.830 je bilo ranjenih, 8.176 pa pogrešanih v akciji. Sovražnik je zajel 7.245 vojakov, ki so bilo po podpisu premirja izpuščeni. Izgube so imele tudi ostale države,ki so se borile na strani ZN. Južna Koreja je imela 137.899 mrtvih in 450. 742 ranjenih, Velika Britanija 1.109 mrtvih in 2.674 ranjenih, Turčija 721 mrtvih in 2.111 ranjenih, Kanada 516 mrtvih in 1.042 ranjenih, Avstralija 339 mrtvih in 1.200 ranjenih. Podatki o žrtvah na strani Severne Koreje in Kitajske so netočni in naj bi bili po realnih ocenah tudi dvakrat večji. Po uradnih podatkih naj bi severno Korejci in Kitajci skupaj izgubili med 1.200.000 in 1.600.000 vojakov. Največ izgub je imela severnokorejska vojska, 215.000 mrtvih in 303.000 ranjenih. Kitajci so imeli 183.108 mrtvih in 383.218 ranjenih. Sovjetska zveza, ki je svojo vpletenost v vojno kar se da prikrivala, je imela 315 mrtvih. ZN so ujeli okoli 21.400 kitajskih vojakov. Od teh jih je 14.000 pobegnilo na Tajvan 7.110 pa se jih je vrnilo na Kitajsko.
Tako kot v vseh vojnah je tudi tukaj najbolj trpelo civilno prebivalstvo. Med vojno je na obeh straneh zaradi bombardiranj, eksekucij in lakote umrlo 2,5 milijona civilistov. Zardi obsežnih bombardiranj so bila uničena cela mesta in vasi. Seul, glavno mesto Južne Koreje, je bil po koncu vojne popolnoma v ruševinah, nič bolje ni bilo z drugimi mesti v Južni in Severni Koreji. Zaradi letalskih bombardiranj so bile v Severni Koreji in okolici 38. vzporednika uničene tudi vse cestne in železniške komunikacije ter pristanišča. Zaradi sovraštva in maščevanja sta se severno- in južnokorejska vojska med vojno pogosto zatekali k pobijanju nasprotnikov režima v tem začaranem krogu so se dostikrat znašli tudi navadni civilisti, ki niti z eno niti drugo stranjo niso imeli nič skupnega. Na začetku vojne je bil v Južni Koreji najbolj odmeven poboj okoli 1 milijona komunistov. Tekom vojne pa so podobni poboji postali stalnica, prizaneseno ni bilo ne otrokom ne ženskam.
Dobro se ni godilo niti ameriškim vojnim ujetnikom. Razmere v taboriščih so bile slabe. Samo v zimi 1950-1951 je v taboriščih umrlo 43 % ameriških vojakov. Mnogo ujetnikov je bilo psihično in fizično mučenih, v času ujetništva pa so jim možgane prali s strogo komunistično ideologijo. Med vojno je bil najbolj zloglasen poboj ameriških vojnih ujetnikov na hribu 303. Po nekaterih podatkih naj bi se poboji dogajali tudi v taboriščih Južne Koreje. Na strelskih vajah južnokorejske vojske naj bi več sto severnokorejskih ujetnikov uporabili za žive tarče.